# Cristaria cordatorotundifolia
Cristaria cordatorotundifolia är en malvaväxtart som beskrevs av C. Gay. Cristaria cordatorotundifolia ingår i släktet Cristaria och familjen malvaväxter. Inga underarter finns listade i Catalogue of Life.